# Lucas Piedra
Lucas Nicolás Piedra (Laborde, Provincia de Córdoba, 8 de mayo de 1991) es un futbolista argentino. Juega de defensor en el Club Villa Dálmine de la Primera B (Argentina).
Realizó las inferiores en Olimpo de Laborde (Córdoba).

## Clubes
| Club                         | País      | Año         |
| ---------------------------- | --------- | ----------- |
| Belgrano de Córdoba          | Argentina | 2007 - 2011 |
| Sarmiento de Leones          | Argentina | 2011 - 2013 |
| Villa Dálmine                | Argentina | 2013 - 2015 |
| Sportivo Belgrano            | Argentina | 2015        |
| San Martín de Mendoza        | Argentina | 2016        |
| Club Bell (Bell Ville)       | Argentina | 2017-2020   |
| Club San Martin (Monte Buey) | Argentina | 2019        |
| Olimpo                       | Argentina | 2018-2019   |
| Sarmiento de Leones          | Argentina | 2020-2025   |